# لورين بي. ديفيس
لورين بي. ديفيس (بالإنجليزية: Lauren B. Davis)‏ (1955، مونتريال في كندا)؛ روائية كندية.